# Aeropuerto Internacional Presidente Médici
El Aeropuerto Internacional Presidente Médici, anteriormente (IATA: RBR), fue el aeropuerto que dio servicio a Río Branco, Brasil hasta 1999. La instalación fue cerrada un día antes de la apertura del Aeropuerto Internacional Plácido de Castro.

## Historia
El Aeropuerto Internacional Presidente Médici fue el primer aeropuerto de Rio Branco, Brasil. Por su cercanía al centro urbano y por una disputa legal sobre la propiedad del terreno donde estaba ubicado, el aeropuerto fue cerrado el 16 de noviembre de 1999, inaugurándose el Aeropuerto Internacional Plácido de Castro en otro lugar.
Hoy la antigua pista se utiliza como la Avenida Amadeu Barbosa y en uno de sus extremos se encuentra el principal estadio de fútbol de Rio Branco, llamado Arena da Floresta. La antigua terminal de pasajeros y la torre de control fueron demolidas en 2021, después de estar abandonadas durante muchos años.
Las siguientes aerolíneas alguna vez prestaron servicios en el aeropuerto: Cruzeiro do Sul, Varig, VASP.

## Accidentes e incidentes
- 28 de septiembre de 1971: un Cruzeiro do Sul Douglas DC-3 A-414A matrícula PP-CBV se estrelló tras despegar de Sena Madureira con destino a Rio Branco. La aeronave sufrió una falla en el motor durante el ascenso. El piloto intentó regresar al aeropuerto pero al realizar el giro a muy baja altura, el ala derecha chocó contra unos árboles provocando la caída de la aeronave. Toda la tripulación y los 32 pasajeros murieron.[3][4]

## Acceso
El aeropuerto estaba ubicado 2 km al sur del centro de Rio Branco.